# Hrvatsko Kraljevstvo (1527. – 1868.)
Kraljevina Hrvatska (također i Banska Hrvatska) došla je pod habsburšku vlast nakon rasula Hrvatsko-Ugarskog Kraljevstva kad je 1. siječnja 1527. hrvatski sabor u Cetinu samostalno izabrao Ferdinanda Habsburškog za hrvatskog kralja. Već svedena na "ostatke ostataka", Kraljevina Hrvatska je mukotrpnim borbama s Osmanlijama vraćala svoj teritorij, da bi mirovnim sporazumima 1699. i 1718. izbila na današnje granice. Međutim, protivno starim obećanjima, bečki je dvor oslobođene krajeve Kraljevine Hrvatske uključivao u vojne krajine, a ne pod vlast hrvatskoga bana i sabora. Vlast Marije Terezije donosi određena poboljšanja hrvatskog položaja, ali i nove ratove. Već od kraja 18. stoljeća Hrvatska je prisiljena boriti se za svoju samobitnost prema Ugarskoj. Hrvatski narodni preporod i proces stvaranja moderne nacije kulminirali su hrvatsko-mađarskim ratom pod Jelačićevim vodstvom 1848./9., nakon kojeg su uslijedile teške godine Bachova apsolutizma. Obnovom parlamentarizma Kraljevina Hrvatska je polako gradila moderni politički život te je sklapanjem Nagodbe s Ugarskom 1868. ušla u novu državno-pravnu eru.

## Povijest

### Izbor Habsburgovaca
Nakon katastrofalnih poraza u ratovima s Osmanlijama na Krbavskom 1493. i kasnije na Mohačkom polju 1526. godine, u kojoj pogiba kralj Ludovik II., Ugarsko-hrvatsko Kraljevstvo našlo se u rasulu. Kako je s Ludovikom II. izumrla loza Jagelovića, 31. prosinca iste godine na saboru u Cetinu (u blizini današnjeg Cetingrada) sastalo se hrvatsko plemstvo i 1. siječnja 1527. godine izabralo austrijskog nadvojvodu Ferdinanda Habsburškog za hrvatskog kralja. Cetingradska povelja, koju su tom prilikom potpisali hrvatski velikaši i predstavnici Ferdinanda Habsburškog (Pavao Oberstein, Nikola Jurišić, Ivan Katzianer i Ivan Püchler) jedan je od najvažnijih dokumenata hrvatske državnosti i pohranjena je u Austrijskom državnom arhivu u Beču. U zamjenu za priznanje nadvojvoda Ferdinand obećao je pomoći Hrvatskoj u obrani pred osmanskim osvajačima i poštovati prava, sloboštine, zakone i običaje njezinih stanovnika. Istodbno se sastalo slavonsko plemstvo i na slavonskom saboru u Dubravi izabralo Ivana Zapolju za kralja te tako uvuklo zemlju u građanski rat. Stvarnu vlast Ferdinand će uspostaviti tek nakon petnaestogodišnje borbe protiv erdeljskog plemića Ivana Zapolje. Zapolja je preminuo 1540. te je time konačno prestao otpor habsburgovcima u Ugarskoj.

### Ratovi s Osmanlijama
Iako je hrvatski sabor izabrao Ferdinanda Habsburškog za kralja kako bi se odlučnije borio protiv Osmanlija, Hrvatska je gubila sve više teritorija. Već 1522. pali su Knin i Vrana, a 1527. pao je Obrovac i dolina Zrmanje te je presječena kopnena veza sjevera i juga Hrvatske. Oslabljena građanskim ratom, Kraljevina Hrvatska trpi nove udarce: 1537. unatoč dugotrajnoj obrani Petra Kružića pao je Klis, zadnji grad pod vlašću hrvatskog bana i sabora u Dalmaciji. Iste godine pala je i Požega. Od 1558. Slavonski i Hrvatsko-dalmatinski sabor zasjedaju zajedno, kao jedinstveni sabor u Zagrebu.
1565. Sulejman Veličanstveni poduzeo je svoj šesti pohod na Ugarsku s više od 150.000 vojnika. Zaustavio ga je Nikola Šubić Zrinski s 2.500 ljudi u bitki kod Sigeta. Mjesec dana su se odupirali i desetkovali Osmanlije dok nisu bili pregaženi, što je omogućilo austrijskim postrojbama dragocjeno vrijeme za organizaciju obrane Beča.
Kraljevim naredbama iz 1553. i 1578., velika područja Kraljevine Hrvatske uz granicu s Osmanskim Carstvom izdvojena su iz vlasti bana i sabora te ustrojena u Vojnu krajinu po izravnom vlašću bečkih vojnih vlasti. Kako je vojna krajina bila opustošena i izuzetno slabo naseljena, habsburzi su naseljavali Vlahe, Nijemce, Mađare, Čehe, Slovake, Rusine, Ukrajince i druge u te predjele.

#### Seljačka buna 1573.
Kako Hrvatska od Kupe i Une do mora desetljećima nije mogla biti oporezovana zbog ratnih zbivanja i pustošenja, golemi troškove obrane prisiljeni su snositi jedini sigurni predjeli – Zagorje, Prigorje, Podravina, Međimurje. Teški pritisak, samovolja i okrutnost feudalaca rezultirali su 1573. seljačkom bunom pod vodstvom Matije Gupca. Već u veljači pobuna je ugušena u krvi, dok su Gubec i mnogi drugi vođe javno pogubljeni za primjer ostalima.

#### Ostatci ostataka
1591. Sabor donosi Odluku o sveopćem zemaljskom ustanku (insurekciji) na obranu domovine i o dostavi hrane vojsci. Time u ratnim okolnostima, kad ban uputi poziv, u rat moraju poći svi plemići hrvatskog kraljevstva osobno, sve duhovne osobe, građani i kmetovi.
Nakon što je i Bihać pao pod opsadom vezira Hasan-paše Predojevića 1592., tek mali dio Hrvatske ostao je slobodan. Preostalih 16,800 km² nazvano je ostaci ostataka nekoć slavnog Hrvatskog Kraljevstva (lat. reliquiae reliquiarum olim inclyti regni Croatiae) Nakon Bitke kod Siska 1593. u kojoj je ban Toma Bakač pobijedio Osmanlije, koji su izgubili 18.000 ljudi, okolnosti se preokreću te hrvatske snage počinju oslobađanje područja. 1595. oslobođena je Petrinja. Kako je izbila buna ugarskih protestanskih velikaša, kralj nije mogao ratovati na dvije bojišnice, pa je s Osmanlijama potpisao mir. Prvaci pokušaja širenja protestantizma u Hrvatkoj bili su obitelj Ungnad i Juraj Zrinski koji su osnovali tiskaru za širenje materijala. No, protestantizam u Hrvatskoj nije naišao na značajniji odaziv, a nakon ugarske bune hrvatski je sabor odbio tolerirati protestante u Hrvatskoj. Ban Bakač je uzviknuo: "Radije bih raskinuo svaku vezu s Ugarskom nego dozvolio širenje toj kugi." Tako 1606. Žitvanski mir donosi stabilizaciju hrvatske granice. Hrvatskoj su vraćeni Čazma, Petrinja, Rovišće i Moslavina. Između 1618. i 1648. vladalo je zatišje zbog Tridesetogodišnjeg rata.
Nezadovoljni habsburškom nebrigom za hrvatsku ugroženost od Osmanlija, a pogotovo nakon potpisivanja sramnog Vašvarskog mira 1664., koji je nakon hrvatsko-austrijske pobjede bio izrazito povoljan za Turke, Nikola Zrinski i Fran Krsto Frankopan pokrenuli su zavjeru kojoj je cilj bio oduprijeti se centralizmu i germanizaciji. Nakon pogibije bana Nikole, njegovu ulogu je preuzeo mlađi brat Petar. No, nakon smrti mađarskih velikaša koji su sudjelovali u zavjeri, car Leopold II. pogubio je Zrinskog i Frankopana 30. travnja 1671. u Bečkom Novom Mjestu. Posjedi Zrinskih i Frankopana zaplijenjeni su, a članovi obitelji zatočeni ili poslani u samostan.
Veliki turski rat, započet 1683., rasplamsao je široki narodni ustanak u dijelovima Hrvatske pod Osmanlijama. Ustanak u Lici vodio je svećenik Marko Mesić, a u Slavoniji fra Luka Ibrišimović. Rat je završio ključnom Bitkom kod Sente 1697., koja je dovela do potpisivanja Mira u Srijemskim Karlovcima.

### Croatia Rediviva
Mirom u Srijemskim Karlovcima Hrvatska je uglavnom izbila na današnje granice prema BiH – na Savu i Unu. Oslobođena je čitava Lika i Krbava, Slavonija, Kordun, Banovina te znatan dio Srijema. Nakon stoljeća gubljenja teritorija (4/5 područja) Hrvatska je malo odahnula, iako je veliki dio oslobođenih područja predan u ruke Vojne krajine, dok je na dijelu uspostavljena Kraljevina Slavonija. Nekadašnji dijelovi Hrvatskog Kraljevstva koji su još do 19. stoljeća nazivani Turska Hrvatska, s kraljevskim gradom Bihaćom, nikada nisu oslobođeni, nego su od vremena Bosanskog pašaluka pa do danas ostali dio Bosne i Hercegovine. Kako kralj Karlo VI. Habsburški nije imao sina, nego je pokušao svojoj kćeri Mariji Tereziji osigurati prijestolje. Prvi mu je u susret izašao Sabor: 1712. Hrvatski sabor usvojio je Hrvatsku pragmatičku sankciju, kojim je i ženama omogućio nasljeđivanje hrvatske krune.

### Napoleonski ratovi
Kraljevina Hrvatska proglasila je insurekciju kako bi kralju dala vojnika za rat protiv Napoleona. Osim što je mnogo vojnika bilo dignuto u rat te je patila privreda, trpjela se i velika oskudica i glad. Nakon austrijskih poraza, mirom u Schönbrunu 14. listopada 1809. Austrija je Francuskoj ustupila Istru i Hrvatsku južno od Save. Zagreb, glavni grad Kraljevine, postao je pogranični grad, a most na Savi bio je hrvatska granica. Nakon Napoleonova sloma 1813., Austriji je vraćena Dalmacija, Istra i čitavi prostor bivših Ilirskih pokrajina – Lika, Gorski kotar, Hrvatsko primorje, Kordun i Banovina. Međutim, bečki dvor nije Hrvatskoj vratio otete joj krajeve između Save i mora (tzv. građansku Hrvatsku, za razliku od Vojne krajine). Austrija je na tom području osnovala Kraljevinu Iliriju. Tek nakon velikog truda te prosvjeda i natezanja saborskih izaslanstava, 1822. Kraljevini Hrvatskoj vraćena su sva područja koja je imala do 1809.

### Hrvatski narodni preporod
Centralistička i unifikacijska nastojanja bečkoga dvora u razdoblju Josipa II. dala su snažan poticaj razvoju mađarskoga nacionalnoga pokreta, koji je nakon 1790. težio pretvaranju Ugarske u jedinstvenu mađarsku državu. Nastojeći očuvati autonomiju Hrvatske i Slavonije, hrvatsko se plemstvo počelo suprotstavljati politici madžarizacije, koja se posebno izražavala na jezičnome planu, u nastojanju Ugarskoga sabora da u javni život u Hrvatskoj postupno uvede madžarski jezik. No do 1830. borba hrvatskoga plemstva za očuvanje hrvatske autonomije sa značajkama državnosti imala je uglavnom obrambeni značaj. Tek nakon 1830., u razdoblju koje je prethodilo pojavi hrvatskoga nacionalnoga pokreta, hrvatsko je plemstvo počelo nastupati s jasno iznesenim zahtjevima za očuvanje hrvatske autonomije u okviru Ugarske, pozivajući se pritom na hrvatsko državno pravo. U svojoj Disertaciji iz 1832., prvoj političkoj brošuri pisanoj na hrvatskom jeziku, grof Janko Drašković izrazio je zahtjev za stvaranjem samostalne Velike Ilirije u sastavu Habsburške Monarhije i u tijesnoj povezanosti s Ugarskom. Godine 1835. započelo je, s osloncem na bečki dvor, novo razdoblje u političkom i kulturnom životu Hrvata. Ljudevit Gaj pokrenuo je novine (s književnim prilogom), potom je otvorena tiskara i prihvaćen novi pravopis, a 1841., kao odgovor na političko organiziranje madžarona, osnovana je Ilirska stranka, koja se nakon zabrane ilirskog imena 1843. prozvala Narodnom strankom (hrvatski narodni preporod). Od 1845., nakon što je propao pokušaj mađarona da uz pomoć seljačkoga plemstva ovladaju Hrvatskim saborom, u Hrvatskom je saboru djelovala čvrsta narodnjačka većina, koja je nepokolebljivo zastupala program očuvanja političke samostalnosti Hrvatske u okviru Ugarske. Godine 1847. ta je većina proglasila hrvatski jezik službenim.

### Revolucija 1848.
Hrvatski nacionalni pokret dosegnuo je vrhunac kada je u ožujku 1848. u Habsburškoj Monarhiji izbila revolucija. Tijekom ožujka hrvatsko konzervativno plemstvo isposlovalo je imenovanje baruna Josipa Jelačića za hrvatskoga bana, a 25. ožujka Velika narodna skupština u Zagrebu prihvatila je Zahtijevanja naroda, liberalno-demokratski politički program preporodnoga pokreta. Zahtijevanja su isticala težnju za punom političkom samostalnošću Hrvatske, premda nisu isključivala mogućnost državnopravne veze s Ugarskom. Svojom okružnicom od 19. travnja Jelačić je formalno prekinuo svaku vezu s tek uspostavljenom samostalnom mađarskom vladom, no konačna je odluka o vezi Hrvatske s Ugarskom prepuštena Hrvatskomu saboru.
Na početku hrvatskoga pokreta 1848. narodnjaci, na čelu s Jelačićem, nisu odbijali mogućnost očuvanja uže državnopravne veze između Hrvatske i Ugarske, ali su kao uvjet isticali potrebu njezine preobrazbe u federaciju ravnopravnih naroda. Zakoni što ih je tijekom travnja 1848. donio Ugarski sabor, koji su nijekali hrvatsku autonomiju, utjecali su na promjenu politike narodnjaka u smjeru austroslavizma. Tu su politiku zastupali predstavnici Hrvatskoga sabora na Slavenskome kongresu u Pragu početkom lipnja 1848., a u skladu s njom Hrvatski je sabor u to doba donio zaključak (Zakonski članak XI) u kojem je istaknuta neovisnost Hrvatske u odnosu na Ugarsku. U sastavu Habsburške Monarhije Hrvatska bi imala punu autonomiju u svim poslovima, osim u pitanjima financija, vojske, trgovine i vanjskih poslova, za koje bi bila nadležna vlada, odnosno parlament ustrojen za cijelu Monarhiju.
Značaj hrvatsko-mađarskih odnosa tijekom 1848. bitno je ovisio o stanju austrijsko-mađarskih odnosa. Zato je na početku lipnja, kada se bečkomu dvoru činila mogućom nagodba s Mađarima, vladar prihvatio zahtjev mađarske vlade da se 
Jelačić liši časti hrvatskoga bana i da se odbiju sve odluke koje je o državnopravnom položaju Hrvatske u međuvremenu bio donio Hrvatski sabor. Istodobno, na poticaj mađarske vlade, a uz posredovanje nadvojvode Ivana, došlo je do pokušaja pregovora s Hrvatima. U takvim je prilikama Hrvatski sabor iznio svoje uvjete za nagodbu s Mađarima, ne odrekavši se pritom svojega zahtjeva da vojska, vanjski poslovi, financije i trgovina budu zajednički poslovi za cijelu Monarhiju. Sabor je kao svoje istaknuo i zahtjeve ugarskih Srba. No mogućnost postizanja dogovora s Mađarima propala je zbog neslaganja oko zajedničkih poslova s Austrijom, odnosno oko osnutka srpske Vojvodine i njezina saveza s Hrvatskom. Nakon toga postalo je jasno da se odluka o budućnosti hrvatsko-mađarskih državnopravnih odnosa može donijeti samo na bojištu, što je bilo i u interesu dinastije, koja je nakon izbijanja mađarske revolucije pokušavala slomiti mađarski nacionalizam sučeljujući ga s hrvatskim.

### Bachov apsolutizam i put k Nagodbi
Umjesto naklonosti bečkog dvora, banskoj Hrvatskoj je Bachovim apsolutizmom (1850. – 1859.) ukinuta autonomija i raspušten Sabor. Hrvatska trobojnica je zabranjena, a uvedena je crveno-bijela zastava tzv. "boja kraljevine" (njem. Landesfarben). 1860. listopadskom diplomom car je vratio ustavnost, a sazvan je i novi saziv sabora. Razvija se živa politička aktivnost, osnivaju se stranke i pišu se programi. Sabor je 1861., raspravljajući o državnopravnim odnosima s Austrijom i Ugarskom, zakonskim člankom 42. Ugarskoj ponudio državnu zajednicu uz uvjet načelne ravnopravnosti, priznanja hrvatskih povijesnih teritorija i hrvatske autonomije. Upravo kad je novi saziv sabora ponudio caru vezivanje Hrvatske uz Austriju, preustroj monarhije prekinuo je rat Austrije s Pruskom i Italijom. Poraz 1866. oslabio je Austriju te je bila prisiljena podijeliti suverenitet u monarhiji nagodbom s Ugarskom 1867., koja je podijelila hrvatski nacionalni prostor i ostavila Hrvatskoj kao jedinu opciju dogovor s Ugarskom. Austro-ugarska nagodba kao dogovor bez Hrvata bolno je odjeknula u Hrvatskoj. Hrvatski je sabor u znak prosvjeda odbio poslati izaslanstvo Kraljevine na krunidbu Franje Josipa I. u Budimpešti 1867. kao ugarskog (time i hrvatskog) kralja s obrazloženjem da Kraljevina Hrvatska nije podanik ugarskog kralja.

## Stanovništvo
Prema podacima iz 1802., na prostoru Kraljevine Hrvatske bilo je 400.000 (98,8%) rimokatolika i 4.800 (1,2%) pravoslavaca. 1840., mađarski statističar Fenyes Elek analizirao je nacionalne skupine u Ugarskoj i Hrvatskoj. Prema podacima koje je skupio i obradio, u Kraljevini Hrvatskoj pod Habsburzima živjelo je 526.550 stanovnika sljedeće nacionalne strukture:
Primorska županija
- 40.390 Hrvati
- 2.000 Nijemci
- 200 Mađari
- 105 Židovi
- 67 Grci

Varaždinska županija
- 130.678 Hrvati
- 153 Srbi
- 474 Židovi

Zagrebačka županija
- 279.991 Hrvati
- 1.000 Nijemci
- 978 Srbi
- 313 Židovi

Križevačka županija
- 68.367 Hrvati
- 1.769 Srbi
- 145 Židovi

Nacionalnost je prvi put bila uključena u službene austrijske popisne obrasce 1851. Prebrojeno je 868.456 stanovnika u kraljevinama Hrvatskoj i Slavoniji.
- 625.028 Hrvati (72,0%)
- 222.062 Srbi (25,6%)
- 7.903 Nijemci (0,9%)
- 5.732 Mađari (0,7%)
- 2.519 Židovi (0,3%)
- 1.130 Slovaci i Česi (0,1%)
- 4.082 ostali (0,5%)

## Vanjske poveznice
- Izvori za izbor Ferdinanda Habsburškog za hrvatskog kralja u Cetinu
- Izvori vezani uz Krbavsku i Mohačku bitku
- Izvori vezani uz ratove s Turcima
- Izvori vezani uz Pragmatičku sankciju
- Kratka politicka i kulturna povijest Hrvatske: IV. Hrvatska među zemljama habsburške krune (1527. – 1790.)  Arhivirana inačica izvorne stranice od 13. siječnja 2012. (Wayback Machine)
- [neaktivna poveznica]
- Velikaši Kraljevine Hrvatske iz Križevačke županije
- Ante Vranković: Ivan Komersteiner – Ikonograf čudesno obnovljenog Hrvatskog Kraljevstva, Hrvatsko slovo, br. 1099, 13. 5. 2016., str. 28 i br. 1100, 20. 5. 2016., str. 28–29.